# Сан-Сирано
«Клуб Сан-Сирано» (исп. Club San Cirano) — аргентинский спортивный клуб из пригорода Буэнос-Айреса Вилья-Селина. Клуб, основанный в 1973 году, объединяет команды по регби и хоккею на траве.

## История
В 1971 году был создан социальный клуб «Асосьясьон де Экс алумнос дель Колехио Сан-Сирано» (исп. Asociación de Ex alumnos del Colegio San Cirano) — сообщество выпускников столичного колледжа Сан-Сирано. Первым президентом был избран Брайан Хили. Два года спустя ассоциация получила статус спортивного клуба и изменила название на нынешнее. В июле 1973 года регбийная команда была зарегистрирована в Регбийном союзе Буэнос-Айреса. В 1974 году появилась секция хоккея на траве, получившая регистрацию в Аргентинской любительской ассоциации хоккея.
Интересно, что регбийной команде удалось стать национальным чемпионом, хотя победителем провинциального чемпионата клуб не становился. В 1998 году «Сан-Сирано» вышел в финал турнира «Насьональ де Клубес», по итогам которого определяется чемпион Аргентины среди спортивных клубов. В решающем матче регбисты сыграли вничью с «Сан-Луисом», разделив титул с соперником.
Ныне клуб наиболее успешен в молодёжных соревнованиях; «Сан-Сирано» считается одной из сильнейших регбийных академий Буэнос-Айреса. С 2011 года регбийная команда вновь выступает на высшем уровне.

### Достижения
- Насьональ де Клубес
  - Чемпион: 1998